# Nikołaj Puzanow
Nikołaj Wasiljewicz Puzanow (ros. Николай Васильевич Пузанов; ur. 7 kwietnia 1938 w Kysztymie, zm. 2 stycznia 2008 w Petersburgu) – radziecki biathlonista, mistrz olimpijski i czterokrotny medalista mistrzostw świata.

## Kariera
Zdobył złoty medal w sztafecie podczas Zimowych Igrzysk Olimpijskich 1968 w Grenoble, gdzie startował razem z Aleksandrem Tichonowem, Wiktorem Mamatowem i Władimirem Gundarcewem. W biegu indywidualnym zajął tam szóste miejsce. Na rozgrywanych cztery lata wcześniej igrzyskach w Innsbrucku w swoim jedynym starcie był dziesiąty w biegu indywidualnym.
W 1962 roku wystartował na mistrzostwach świata w Hämeenlinna, wspólnie z Władimirem Miełanjinem i Walentinem Pszenicynem zdobywając złoty medal w klasyfikacji drużynowej. W biegu indywidualnym był czwarty, przegrywając walkę o podium z Pszenicynem. Kolejne dwa medale wywalczył podczas mistrzostw świata w Elverum, gdzie był drugi w biegu drużynowym i indywidualnym. W tych drugich zawodach rozdzielił na podium Olava Jordeta z Norwegii i Anttiego Tyrväinena z Finlandii. Zdobył również srebrny medal w sztafecie na mistrzostwach świata w Altenbergu w 1967 roku. Był też między innymi czwarty w biegu indywidualnym podczas mistrzostw świata w Zakopanem w 1969 roku, gdzie walkę o brązowy medal przegrał z Norwegiem Magnarem Solbergiem.
Był mistrzem ZSRR na 20 km w latach 1963 i 1967 oraz w sztafecie 4 × 7,5 km w 1960 roku, a także wicemistrzem w sztafecie 4 × 7,5 km w 1972 roku. W 1968 roku otrzymał tytuł Zasłużonego Mistrza Sportu ZSRR, a rok później otrzymał Medal „Za pracowniczą wybitność”.

## Osiągnięcia

### Igrzyska olimpijskie
| Rok  | Miejscowość | Konkurencje | Konkurencje | Konkurencje | Konkurencje | Konkurencje | Konkurencje | Konkurencje |
| Rok  | Miejscowość | IN          | SP          | PU          | MS          | RL          | MR          | SR          |
| ---- | ----------- | ----------- | ----------- | ----------- | ----------- | ----------- | ----------- | ----------- |
| 1964 | Innsbruck   | 10.         | nd.         | nd.         | nd.         | –           | nd.         | –           |
| 1968 | Grenoble    | 6.          | nd.         | nd.         | nd.         | 1.          | nd.         | –           |

### Mistrzostwa świata
| Rok  | Miejscowość            | Konkurencje | Konkurencje | Konkurencje | Konkurencje | Konkurencje | Konkurencje | Konkurencje |
| Rok  | Miejscowość            | IN          | SP          | PU          | MS          | RL          | MR          | SR          |
| ---- | ---------------------- | ----------- | ----------- | ----------- | ----------- | ----------- | ----------- | ----------- |
| 1962 | Hämeenlinna            | 4.          | nd.         | nd.         | nd.         | 1.          | nd.         | –           |
| 1963 | Seefeld                | 8.          | nd.         | nd.         | nd.         | –           | nd.         | –           |
| 1965 | Elverum                | 2.          | nd.         | nd.         | nd.         | 2.          | nd.         | –           |
| 1966 | Garmisch-Partenkirchen | 13.         | nd.         | nd.         | nd.         | 4.          | nd.         | –           |
| 1967 | Altenberg              | 25.         | nd.         | nd.         | nd.         | 2.          | nd.         | –           |
| 1969 | Zakopane               | 4.          | nd.         | nd.         | nd.         | –           | nd.         | –           |